# Marc Ryan
Marc Ryan (Timaru, 14 ottobre 1982) è un pistard neozelandese.

## Palmarès

### Olimpiadi
- 2 medaglie:
  - 2 bronzi (Pechino 2008 nell'inseguimento a squadre; Londra 2012 nell'inseguimento a squadre)

### Mondiali
- 4 medaglie:
  - 1 oro (Yvelines 2015 nell'inseguimento a squadre)
  - 3 bronzi (Melbourne 2012 nell'inseguimento a squadre; Cali 2014 nell'inseguimento a squadre; Cali 2014 nell'inseguimento individuale)

### Giochi del Commonwealth
- 1 medaglia:
  - 1 bronzo (Melbourne 2006 nell'inseguimento a squadre)